# Жабоядни змии
Жабоядните змии (Xenodon) са род влечуги от семейство Смокообразни (Colubridae).
Таксонът е описан за пръв път от германския зоолог Фридрих Бойе през 1826 година.

## Видове
- Xenodon ancorus
- Xenodon dorbignyi
- Xenodon gigas
- Xenodon guentheri
- Xenodon histricus
- Xenodon matogrossensis
- Xenodon merremi
- Xenodon merremii
- Xenodon nattereri
- Xenodon neuwiedii
- Xenodon niger
- Xenodon pulcher
- Xenodon rabdocephalus
- Xenodon semicinctus
- Xenodon severus
- Xenodon venustum
- Xenodon werneri